# 李彩薇
李彩薇（韓語：이채미，2006年6月23日—），韓國女演員。

## 演出作品

### 電視劇
- 2012年：SBS《依然是你》飾演 羅美秀
- 2013年：tvN《瘋狂愛情》飾演 李慧蘭
- 2013年：MBC《Two Weeks》 飾演 徐秀珍
- 2013年：MBC《黃金彩虹》飾演 金百元（幼年）
- 2013年：SBS《溫暖的一句話》飾演 金允晶
- 2014年：KBS《Trot戀人》（客串）
- 2014年：MBC《更夫日誌》飾演 桃夏（幼年）
- 2014年：tvN《九數少年》飾演 張柏芝
- 2015年：MBC《女王之花》飾演 Lena鄭／鄭恩惠（幼年）
- 2015年：SBS《我有愛人了》飾演 白祖
- 2016年：MBC《Monster》飾演 朴藝彬
- 2017年：MBC《訓長吳純南》飾演 車准瑩
- 2017年：JTBC《有品位的她》飾演 安智厚
- 2021年：KBS 2TV《你好？是我！》飾演 高素慧

## 外部連結
- 李彩薇的Instagram帳戶
- NAVER （页面存档备份，存于）